# アップ・オン・ザ・ルーフ
「アップ・オン・ザ・ルーフ」（Up on the Roof）は、キャロル・キングとジェリー・ゴフィンが作詞作曲し、ドリフターズが1962年に発表した楽曲。

## 概要
キャロル・キングはドライブ先で浮かんだメロディに歌詞を付けるよう夫のジェリー・ゴフィンに依頼した。キングの頭にあったタイトルは「My Secret Place」であったが、ゴフィンは映画『ウエスト・サイド物語』（1961年）から受けた彼の熱狂を曲に込めたいとキングを説得。若者が逃避する場所を「屋根の上」に置き換えた。
1962年9月、シングルA面として発売された。プロデューサーはジェリー・リーバーとマイク・ストーラー。編曲はゲイリー・シャーマン。リード・ボーカルはルディ・ルイス。キングはアーニー・ヘイズと共にピアノでレコーディングに参加している。
1963年2月9日付のビルボード・Hot 100で5位を記録した。R&Bチャートでは4位を記録した。
「ローリング・ストーンの選ぶオールタイム・グレイテスト・ソング500」の2010年版では114位にランクされ、2021年版では375位にランクされた。

## キャロル・キングのバージョン
1970年5月に発表したファースト・ソロ・アルバム『Writer』でセルフ・カバーした。
ライブ・バージョンも数多く残している。1971年6月にカーネギー・ホールで行ったコンサートでは、ゲスト出演したジェームス・テイラーと共に歌った。このときのコンサートは1996年に発売されたアルバム『The Carnegie Hall Concert: June 18, 1971』に収められている。1994年発売のライブ・アルバム『In Concert』、2010年にジェームス・テイラーと発表したライブ・アルバム『Live at the Troubadour』、2017年発売のライブ・アルバム『Tapestry: Live in Hyde Park』などにも収録されている。

## その多のバージョン
- リトル・エヴァ - 1962年のアルバム『Llllloco-motion』に収録。
- ボビー・ライデル - 1963年のアルバム『All the Hits by Bobby Rydell - Volume 2』に収録。
- クライド・マクファター - 1964年のアルバム『Songs of the Big City』に収録。
- ケニー・ランキン - 1969年のアルバム『Family』に収録。
- ローラ・ニーロ - 1970年8月のシングル[7]。全米92位を記録。同年11月発売のアルバム『魂の叫び』に収録された（邦題は「屋根の上で 」）[8]。また1971年のアルバム『ゴナ・テイク・ア・ミラクル』の2002年リマスター盤にライブ・バージョンがボーナス・トラックとして収録された。このバージョンは2004年発売のライブ・アルバム『飛翔 - ライヴ・アット・フィルモア・イースト』にも収録された[9]。1989年発売のライブ・アルバム『Laura: Live at the Bottom Line』にも収録。
- アイク&ティナ・ターナー - 1972年のアルバム『Let Me Touch Your Mind』に収録。
- ジェームス・テイラー - 1979年のシングル。全米28位を記録。同年のアルバム『Flag』に収録。
- ビリー・ジョー・ロイヤル - 1988年のアルバム『20 Greatest Hits』に収録。
- ロブソン&ジェローム - 1995年のシングル。全英シングルチャート1位を記録。
- タック&パティ - 2004年のアルバム『A Gift of Love』に収録。
- リンダ・カーター - 2011年のアルバム『Crazy Little Thing』に収録。